# Odds -オッズ-
『Odds』（オッズ）は、石渡治による日本の漫画。競輪をテーマとした漫画のシリーズである。2006年からシリーズ開始。『Odds -オッズ-』のほか、続編の『Odds plus 1』、『Odds GP!』、『Odds VERSUS!』について説明する。

## 沿革
2006年から『Odds -オッズ-』のタイトルで『週刊ヤングサンデー』（小学館）に連載されたが、同誌が2008年7月末で休刊となったため、主人公が競輪学校を終えた時点で本編は「競輪学校編完結」（第1部・完）という形になった。その最終話は『スピリッツ増刊 YSスペシャル』VOL.1に掲載され、『YSスペシャル』VOL.2からVOL.5までは読み切りシリーズ『Odds plus 1』（Odds +1、オッズ プラスワン）が連載された。
その後、双葉社の『漫画アクション』へ移籍して再開し、『Odds GP!』（オッズ ジーピー）へ改題した続編を2009年2月3日発売の4号から2013年12月3日発売の24号まで連載、さらに『Odds VERSUS!』（Odds VS!、オッズ バーサス）へ改題して2014年1月7日発売の2号から2023年22号まで連載。2024年3号からスピンオフシリーズが連載開始。
なお、作中で登場する『競輪学校』については、現実の世界では2019年より現在の『日本競輪選手養成所』に改称されており、ここで研修を受ける者も競輪学校時代の『生徒』から『選手候補生』（単に『候補生』と呼ぶこともある）へと改称されている。また、作中では生徒は男子のみ、かつ年2回募集であった時代に描かれており、現在の養成所内の生活とは大きく異なる点も留意されたい。なお本項目では、作品発表時に合わせて、いずれも旧称である『競輪学校』、『生徒』で統一する。
2021年にシリーズが15周年を迎え、単行本が通巻で50冊刊行の記念として、『漫画アクション』2022年1号にて特集を掲載。特集ではお祝いのコメントを宮尾岳、曽田正人、松本規之、竹山祐右、島本和彦が寄稿し、作者の石渡と競輪選手の高木真備の対談や、よしもとよしともがエッセイを発表といった内容となっている。

## あらすじ
主人公、辻堂麟太郎はかつて自転車のロードレース競技で高校選手権2位を獲り、将来を期待されていた選手であった。
しかし、高校選手権と時を同じくして、母親と妹が自動車事故により他界。父親は植物状態となり、延命治療には毎月20万円という費用がかかるという。麟太郎はヨーロッパに渡ってロードレースの選手となるという夢を一旦封印し、より手っ取り早く大金を稼げる自転車競技「競輪」の選手となる決断をする。
競輪世界に入った麟太郎は、苦しみながらもロードレース選手としての肉体を捨てて『競輪選手の肉体』に改造することに成功し、競輪学校を卒業、晴れて競輪選手としてのデビューを迎えた。しかし、麟太郎の金銭的負担は当初の目論見よりも更に増えていた。
麟太郎は当初、競輪を単なる金儲けのための手段としか思っていなかったが、競輪学校の仲間や先輩たちと研鑽を重ね競輪の魅力を肌で感じ、本格的に競輪に取り組むことを決意。終生のライバル藤沢悠はロードレース界の、麟太郎は競輪界の頂上「ラルプ・デュエズ」を目指すことを共に誓い合い、麟太郎はバンクを駆け抜けるのだった。

## 主な登場人物

### 主人公と友人たち
辻堂麟太郎（つじどう りんたろう）
本作の主人公。通称・リンタ。東京都出身。高校時代はロードレース競技の選手として活躍するが、藤沢悠には勝てなかったため万年2位であった。高校時代最後のレース観戦を断ったために、事故で家族を失ったという自責の念（当然麟太郎には何の責任はない）から、父親の医療費と家族が暮らしたマンションを守るため、自転車で稼ぐことができる競輪選手の道を選ぶ。ホームバンクは最初は立川競輪場、後に京王閣競輪場。
脚質は先行であり、プロローグの時点ではS級2班に所属していた。Odds GP!開始時点ではA級3班所属でOdds GP!4巻時点ではA級2班への昇級、同13巻では3場所連続完全優勝でS級への昇級が決まった。
優れた動体視力を生かしてロードレーサー時代から峠の下りを得意としていた。また「地脚のバケモノ」と評されるほどの驚異的なロードレーサー出身ならではの持久力を生かし、競輪学校ではバンクの斜面を利用してスパートをかける独自の戦術「ラルプ・デュエズ颪」「ガリビエカマシ」を生み出している。（但し、競輪学校では正攻法の走法を身に付けなくてはならず禁じ手になった）
高校時代の愛車はジャイアントのTCR COMPOSITEで、装着されていたコンポはシマノのULTEGRA。このTCRは亡き母親がへそくりでプレゼントしてくれたものだが、高校卒業時点でサイズが合わなくなっていたため、競輪学校入学時に同型・同年式でサイズが大きい中古フレームを調達し、部品を移植した。競輪学校受験時代は師匠の秋谷淳から譲られた中古のナガサワのトラックレーサーを使用していた。プロの競輪選手となって以降もロッソフェラーリに塗られたナガサワのフレームを使い続けていたが、地区プロのチームスプリントに参加するため、競技用ピストにのったことがきっかけで、自分にあったフレームの必要性を感じることになり、マキノ自転車工房製のフレームに乗り換えた。
ことあるごとに周囲から「アホリンタ」「ボンクラ王子」「バカ」と評される様に性格は単純明快、直情径行で後先考えずに行動する熱血漢であり、時としてレースでも大きなポカをやらかす。しかし、人懐っこく仲間思いで友情に篤く、なにより自転車に対する真摯でひたむきな情熱は周囲を惹きつける魅力となっている。
練習時は秋谷淳とともに、杏里の飼い犬の絵が入った「TEAM小太郎」ジャージを使用。競輪学校卒業後は背中に「SKY DOG」の文字が加わった。秋谷が中部地区に移動したのち、Odds VERSUS!開始時点では、寒川、烏帽子岩とともに「TEAM小太郎NEO」ジャージを着用している。
藤沢 悠（ふじさわ はるか）
麟太郎の宿命のライバルで、下りを得意とする麟太郎とは逆に登りを得意としている。眼鏡をかけた柔和な容貌とは裏腹に卓越した実力と勝負勘を持ち、高校時代はことごとく麟太郎に先着していた。出身は京都の鞍馬周辺のようである。高校卒業後ヨーロッパに渡り、ベルギーでロードレース選手として活躍。プロローグ時にはツール・デ・フランドル3着など着実に実績を積んでいる。高校時代の愛車はトレック。現在はリドレーを使用。
寒川進矢（さむかわ しんや）
麟太郎の高校時代からの知人で、自転車部では同期であった。競輪選手を目指すという麟太郎を立川競輪場や京王閣競輪場に連れて行き、トラック競技のイロハを教える。競輪学校では主人公の1期上となる。ツンデレ系のキャラで、麟太郎とは常に罵りあっているが、実は友人思いの熱い男である。師匠は伯父の寒川恩次で、練習では師匠ともども「漢OTOKO」と書かれたジャージを愛用。競輪学校では烏帽子岩、八郎潟実とともに95期のトップ3と目されていた。師匠と同じく番手であり、特にレースの流れを読む戦術眼に優れており、競輪学校では身体能力に勝る烏帽子岩、八郎潟実を上回る同期トップの競走成績であった。現在はA級2班所属。
烏帽子岩権造（えぼしいわ ごんぞう）
通称・ゴンゾ。六郷の弟子で、高校時代にはインターハイのトラック競技1000メートルで優勝している。規格外の体格ゆえ、自転車サイズの規定がある他の競技では壁にぶつかると判断し、競輪選手を目指した。2メートルある巨体といかつい顔をしているが、穏やかで控えめな性格をしている。競輪学校では寒川進矢や八郎潟実の同期であり95期トップ3の一人。脚質は先行。ホームバンクは川崎競輪場。プロレスラーのような巨体に合わせた特注品のトラックレーサーを使っている。
八郎潟実（はちろうがた みのり）
通称・のりピー。八郎潟恵の弟かつ弟子であり、寒川進矢と同じく競輪学校95期生。兄の恵と違いやさしい顔と性格をしている。かつて恵に弟子入りを志願しようと秋田まで来て行き倒れかけた辻堂を救出した。競輪学校では最高レベルの計測タイムの持ち主に与えられる「金ヘル」を獲得したこともある。

### 競輪学校同期生
黒岩 悟（くろいわ さとる）
通称・イワさん。立川競輪場所属のA級3班選手。主な戦法は番手だが、ラインの事情次第では先行を務めることもある。
かつて高校選手権の4000メートルタイムトライアルで優勝した実力者だが、競輪に必要な1000メートル以内のスプリントをやや苦手としていたことと、愛好会の後輩に対する高校選手権優勝者という自負（秋谷曰くちっぽけなプライド）から、競輪学校受験で足踏みしていた。最終的に秋谷淳に弟子入りして4回目で合格（麟太郎より年上ではあるが、弟弟子に当たる）。プロ入り後は秋谷の弟子として「TEAM KOTAROH」ジャージを着用。競輪学校では準トーナメント決勝進出、96期卒業記念レースでは特別選抜レース（在校上位9人）出場を果たすなど、成績は常に上位を維持した。
麟太郎とは同期となったが、麟太郎からは兄貴分として慕われている。黒岩自身は秋谷に弟子入りを直訴した際に麟太郎の口添えによって弟子入りを許可された一件で深い恩義を感じており、麟太郎のために「全国の競輪選手全員の信頼を失う」捨て身の行為に出た。
美里 晶（みさと あきら）
通称・和尚。いわき平所属のA級2班選手。
宮城県出身で実家は寺。ホームバンクはいわき平競輪場。東北大学を中退して競輪学校に入った変わり種。MTB、トライアスロンなどをしていたが、オーストラリア留学中にトラック競技に転向。スピード、スタミナともに超一流の能力を持ち、最初の記録会では最高ランクである「金ヘル」を獲得した。麟太郎の目標の一人。後に麟太郎、シーサーとともに「伝説の96期生」と呼ばれる。まくり戦法を好む。
実家は寺だが競輪学校入学時に初めてスキンヘッドにして現在に至る。なお、競輪学校卒業レース特別選抜戦に出場した際には、実父から「負けたら一生ボーズのまま」と宣言されていたが、辻堂、名護に先着を許した。学生時代まで彼女は三人いたらしいが、麟太郎に和尚キャラをつけられて以降モテなくなってしまったらしい。
心斎橋 健太（しんさいばし けんた）
大阪府出身。通称・バリコ。競輪学校では麟太郎と同室。寒川進矢の弟分で、高校選手権のスプリント競技で優勝した経歴を持つ。しかし前年の「ゴンゾ」、同年代の「シーサー」がいない上での優勝のため劣等感を抱いている。非常に母親思いであり、競輪学校入校時に買ってくれたコルナゴのロードレーサーを自慢にしている。96期生の中でも上位9人の中に入るが、卒業記念レースの直前に骨折してしまいレースには出場出来なかった。麟太郎とは入学の日から友情を培い、卒業のころには特別な絆で結ばれた親友同士となった。
小牧 裕（こまき ゆう）
愛知県出身。通称・ママ。競輪学校では麟太郎と同室。インターハイのハードルで上位入賞していたが、低身長のため競輪選手の道を選ぶ。自転車経験がないため、入校当初は出遅れていたが、後に才能を開花させ最終的に96期生の上位9人の中に入った。卒業後は名古屋（中部）所属で、同期のルーキーチャンピョンレース優勝者。
名護 猛（なご たけし）
通称・シーサー。沖縄県出身で外国人とのハーフ。久留米競輪場所属。WCC（ワールドサイクルセンター）留学経験があり競輪学校では取ることも維持することも困難である「金ヘル」を1年間かぶり続けるなど、圧倒的な実力を持つ怪物。後に麟太郎、和尚とともに「伝説の96期生」と呼ばれる。普段は三線をつまびきながら休憩時間を過ごすといった南国出身らしいのんびりとした性格だが、レース前は感情が高まると大声を張り上げる「シーサーの雄叫び」を披露するように内に秘めた闘志を持つ。
卒業後、スーパープロピストレーサー賞などで優勝し、現在S級所属。
広瀬倫央（ひろせ りお）
通称・リオさん。兵庫県出身で麟太郎もその名を知っていた元プロのロードレーサー。最初の記録会では破れないと言われた麟太郎が出した3000メートルの記録を破る。しかし麟太郎以上のロード体質のために加速が出来ず苦しんでいたが、麟太郎のアドバイスもあり克服。卒業記念レースではバリコの欠場による繰り上げながらも特別選抜レースに出場した。
野多目功樹（のだめ こうき）
元サラリーマン。会社が潰れたことがきっかけで競輪を志す。真面目な無類の努力家で妻の出産時にも競輪学校の訓練を続けた。久留米競輪場所属。実力では麟太郎達トップクラスの選手には及ばないが、地道な努力を怠らなかった結果、50歳を超えて長く現役を続けられたことが、読み切りシリーズ『Odds plus 1』で語られている。

### 先輩の競輪選手たち
秋谷 淳（あきや じゅん）
主人公の師匠。かつて伝説的な戦績を誇った選手、鷹取誠吾の唯一の弟子である。八郎潟恵、六郷誠、大津七海とともに、競輪学校時代に先行四天王と呼ばれた。86期、ホームバンクは京王閣競輪場で、高尾在住。辻堂以前に持った弟子が不運な事故で死亡したことがトラウマとなっている。脚質は追込で、南関東の大ベテラン選手、尻手から伝授された相手を転倒やケガに追い込む「死に神」と呼ばれる反則寸前の危険な技術を多用する。そのために失格や注意も多くS級の実力を持ちながらも麟太郎と初めて会った時はA級1班に所属していた。麟太郎を正式な弟子としてからは危険な走法は封印している。
大の犬好きで、遠征中は犬の本ばかり読んでいる。一見クールであるが実は情熱的な人間で、麟太郎が競輪選手の道を諦めかけた時には無利子で300万円を貸し、麟太郎の叔父の家で土下座までして、麟太郎を競輪の道に引き戻した。通称アキ（八郎潟はアギ、七海はアキジューと呼んでいる）。愛車は辻堂と同じくロッソフェラーリカラーのナガサワ。博識な面があり外国人選手と英語で会話している。
連載開始直後は辻堂と同じ京王閣に所属していたが、Odds GP!13巻で石川県に移動した。
八郎潟 恵（はちろうがた めぐみ）
秋谷の同期の競輪選手で、麟太郎の非公式の師匠（八郎潟自身は2番弟子と認めている）。六郷誠、大津七海で同期先行四天王であるが、七海とは仲が悪い。ホームバンクは六郷自転車競技場。脚質は先行。麟太郎は八郎潟に憧れて先行選手を目指している。弟の実は寒川進矢の高校時代のライバルの一人。通称ハチ（七海はハチ公）。秋谷淳の姉の杏里に惚れていて5回プロポーズをしたが、いずれも敗退したらしい。愛車はアルファロメオであるが、秋田ナンバーではなく品川ナンバーを付けている。
六郷 誠（ろくごう まこと）
秋谷淳や八郎潟恵の競輪学校での同期。ホームバンクは川崎競輪場。通称「ロクでなしのロク」。過去に大落車をして手術をした結果、左右の脚の長さが違うという。先行四天王の中では唯一の妻子持ちである。
大津 七海（おおつ ななみ）
秋谷淳の競輪学校での同期であり先行四天王の一人。通称「ナナ」。先行四天王である秋谷、六郷とは仲が良いが、八郎潟恵とは仲が悪い。姪である大津ミホを溺愛しており、ミホと知り合いである麟太郎をあまり良く思っていない。
寒川 恩次（さむかわ おんじ）
関東地区所属のベテランA級選手。脚質は追込。寒川進矢の伯父で師匠でもある。怖い顔であるが涙もろく愛妻家であり、面倒見がいいため、他地区の選手からの信頼も厚い。麟太郎の心の師匠でもある。
尻手 徳太郎（しって とくたろう）
六郷の師匠であり、52歳にしてS級2班に所属するS級最年長の選手。「南関の虎」の異名を持つ。
七味 辛（ななみ しん）
いわき平競輪場所属のA級のベテラン選手。かつてS級2班まで昇格したこともある実力者。麟太郎と同じく自転車通勤をするといった奇矯な言動で周囲を撹乱する一方、その名の通り辛口の冷徹な戦術眼も持ち合わせており、宇都宮競輪場で麟太郎・黒岩の関東ラインと対決した際には、黒岩の作戦の裏をかく戦術を的中させた。
小鳩 敬一（こばと けいいち）
作中、最強の先行力を持つ日本人競輪選手。日本競輪界トップのS級S班所属。A級2班特別昇班を決めた直後の辻堂に圧倒的な力の差を見せつけ、更なる努力を促した。ファンには「ポッポ社長」と呼ばれている。モデルは雑誌などで対談をしたことから個人的に筆者との親交がある小嶋敬二である。
シャーク三ツ沢（シャークみつざわ）
川崎競輪場所属のA級選手。本名・三ツ沢允太。六郷の練習仲間で、辻堂が競輪学校を受験する以前に知り合い、競輪学校卒業後には何かと世話をしてくれるようになる。秋谷淳の姉の杏里に惚れていて、麟太郎に何かと無茶な注文をしている。
鈴本 勇一（すずもと ゆういち）
通称ポッチャリ番長。S級2班所属。在校成績も卒業レースも1位であった。同じ京王閣94期の打田健希（A級1班）、屋那晴朝（S級2班）と合わせ三鴨と呼ばれている。三鴨の3人は地区プロの東京代表であったが、寒川、黒岩、辻堂の3人とレースを行い、差がつかなかったことから、内田、屋那は辞退し、寒川、鈴本、辻堂の3人で「チーム肉汁」として参加した。
神海 雄二郎（しんかい ゆうじろう）
生涯獲得賞金の記録を塗り替え、いまだに頂点に君臨するレジェンド。競輪学校で3000ｍタイムトライアルの記録を長年保持していたが、辻堂に破られる（その直後、広瀬にも抜かれる）。
武中 豊（たけなか ゆたか）
S級S班所属。モデルは武田豊樹とされる。
このほか、先述の小鳩以外にも、五漢 信義（京王閣所属、S級1班。モデルは後閑信一とされる。以下括弧内はモデルといわれる選手）、長津田（長塚智広）、富士見 昭俊（ふじみ　あきとし、東北伏見俊昭）、加島（加藤慎平）、豪志（合志正臣）など実在の選手を元にした選手が登場している。

### その他
秋谷杏里（あきや あんり）
秋谷の姉。淳とは二卵性双生児。麟太郎がロードレース選手からトラックレース選手に脱皮するきっかけを作る。弟の淳、弟の弟子の麟太郎を飼い犬の柴犬、小太郎と同じように可愛がっている。凛とした雰囲気を漂わせる才媛だが、淳に言わせると料理の際に塩と砂糖を入れ間違えるなどそそっかしい面があるとのことである。バストはEカップ。
村田英吉（むらた えいきち）
競輪学校の教官の一人で、麟太郎の副担任。常にカーボン繊維で強化された竹刀を持ち歩いており、生徒たちから恐れられている。教育の一環として体罰にも躊躇がない非道さがあるが、生徒の将来を何よりも案ずる心優しい教官である。自身もかつては競輪選手だった。
大津美帆（おおつ みほ）
大津七海のいとこで、小田原競輪場の隣にある女子高校に通っていた。元々は烏帽子岩のファンだったが麟太郎に衣替えし、プロ入り後は恋人関係に。家事などあらゆる面で麟太郎を支える。Dカップバストの持ち主で、過去には冠協賛レースの名前になったことがある。
シゲさん
初老の競輪ファン。辻堂がデビュー戦で披露した剛脚を目の当たりにしたことがきっかけで、辻堂のレースの生観戦に通うようになる。辻堂本人や美帆達とも面識がある。
伊藤一路（いとう いちろ）
元競輪選手で、現在はJASA公認自転車競技コーチ。鍼・灸・指圧の国家資格を持つコンディショニングトレーナー。S級昇格後の辻堂のレースを見て、筋肉の使い方が悪いことを見抜き、たまたま辻堂と遭遇した際アドバイスをした縁で、辻堂らの個人とトレーナーとなった。

## 高額療養費問題
本作の設定では「各種の公的補助や保険を利用しても主人公の父親の医療費は本人負担月額20万円」とされているが、日本では保険内診療の場合、こうした高額な医療費は高額療養費の制度によって本人負担の上限が決められている。いわゆる植物状態である主人公の父親の場合は低所得者となるので、月額35400円が本人負担上限となり、確実に本人の障害基礎年金で支払える金額となる。
『ヤングサンデー』連載時には何故父親の医療費本人負担がここまで高額になるのかの説明はされなかったが、『漫画アクション』移籍後の第1話において、父親は障害者手帳1級を取得していること、保険外のシーツ代や個室代などで療養費がかさむこと（競輪学校卒業後は月に60万円とされる）が説明された。

## 書誌情報
- 石渡治『Odds -オッズ-』小学館〈ヤングサンデーコミックス〉、全10巻
  1. 2006年7月5日発売[9]、ISBN 4-09-151099-X
  2. 2006年10月5日発売[9]、ISBN 4-09-151126-0
  3. 2006年12月28日発売[9]、ISBN 4-09-151150-3
  4. 2007年4月5日発売[9]、ISBN 978-4-09-151193-5
  5. 2007年8月3日発売[9]、ISBN 978-4-09-151223-9
  6. 2007年11月5日発売[9]、ISBN 978-4-09-151243-7
  7. 2008年2月5日発売[9]、ISBN 978-4-09-151279-6
  8. 2008年5月2日発売[9]、ISBN 978-4-09-151329-8
  9. 2008年9月5日発売[9]、ISBN 978-4-09-151380-9
  10. 2008年11月28日発売[9]、ISBN 978-4-09-151397-7
- 石渡治『Odds -オッズ- +1』小学館〈ヤングサンデーコミックス〉、2009年3月30日発売[10]、ISBN 978-4-09-151424-0
- 石渡治『Odds GP!』双葉社〈アクションコミックス〉、全14巻
  1. 2009年6月27日発売[1][11]、ISBN 978-4-575-83638-7
  2. 2009年11月28日発売[12]、ISBN 978-4-575-83697-4
  3. 2010年4月28日発売[13]、ISBN 978-4-575-83759-9
  4. 2010年8月28日発売[14]、ISBN 978-4-575-83805-3
  5. 2010年12月27日発売[15]、ISBN 978-4-575-83852-7
  6. 2010年4月28日発売[16]、ISBN 978-4-575-83900-5
  7. 2011年9月28日発売[17]、ISBN 978-4-575-83967-8
  8. 2012年1月28日発売[18]、ISBN 978-4-575-84024-7
  9. 2012年6月28日発売[19]、ISBN 978-4-575-84090-2
  10. 2012年11月28日発売[20]、ISBN 978-4-575-84162-6
  11. 2013年2月27日発売[21]、ISBN 978-4-575-84201-2
  12. 2013年5月28日発売[22]、ISBN 978-4-575-84237-1
  13. 2013年10月28日発売[23]、ISBN 978-4-575-84304-0
  14. 2014年6月27日発売[5][24]、ISBN 978-4-575-84437-5
- 石渡治『Odds VS!』双葉社〈アクションコミックス〉、全31巻
  1. 2014年6月27日発売[5][25]、ISBN 978-4-575-84438-2
  2. 2014年10月28日発売[26]、ISBN 978-4-575-84513-6
  3. 2015年2月27日発売[27]、ISBN 978-4-575-84579-2
  4. 2015年6月27日発売[28]、ISBN 978-4-575-84637-9
  5. 2015年9月26日発売[29]、ISBN 978-4-575-84686-7
  6. 2015年12月28日発売[30]、ISBN 978-4-575-84735-2
  7. 2016年4月28日発売[31]、ISBN 978-4-575-84790-1
  8. 2016年7月28日発売[32]、ISBN 978-4-575-84832-8
  9. 2016年10月28日発売[33]、ISBN 978-4-575-84873-1
  10. 2017年2月28日発売[34]、ISBN 978-4-575-84936-3
  11. 2017年5月27日発売[35]、ISBN 978-4-575-84983-7
  12. 2017年9月28日発売[36]、ISBN 978-4-575-85037-6
  13. 2018年1月27日発売[37]、ISBN 978-4-575-85099-4
  14. 2018年4月28日発売[38]、ISBN 978-4-575-85143-4
  15. 2018年7月27日発売[39]、ISBN 978-4-575-85189-2
  16. 2018年11月28日発売[40]、ISBN 978-4-575-85236-3
  17. 2019年3月28日発売[41]、ISBN 978-4-575-85288-2
  18. 2019年6月27日発売[42]、ISBN 978-4-575-85326-1
  19. 2019年10月28日発売[43]、ISBN 978-4-575-85368-1
  20. 2020年2月28日発売[44]、ISBN 978-4-575-85416-9
  21. 2020年7月28日発売[45]、ISBN 978-4-575-85472-5
  22. 2020年11月26日発売[46]、ISBN 978-4-575-85518-0
  23. 2021年4月27日発売[47]、ISBN 978-4-575-85573-9
  24. 2021年7月28日発売[48]、ISBN 978-4-575-85614-9
  25. 2021年12月27日発売[3][49]、ISBN 978-4-575-85675-0
  26. 2022年4月27日発売[50]、ISBN 978-4-575-85712-2
  27. 2022年8月25日発売[51]、ISBN 978-4-575-85750-4
  28. 2022年12月27日発売[52]、ISBN 978-4-575-85797-9
  29. 2023年3月28日発売[53]、ISBN 978-4-575-85828-0
  30. 2023年7月27日発売[54]、ISBN 978-4-575-85864-8
  31. 2024年1月26日発売[55]、ISBN 978-4-575-85930-0